# Famille Joly de Fleury
Pour les articles homonymes, voir Joly.
La famille Joly de Fleury est une famille de magistrats parisiens dont plusieurs membres se sont illustrés sous l'Ancien Régime.

## Histoire
Originaire de Bourgogne, la famille Joly est attestée à Nuits-Saint-Georges dès le début du XIVe siècle. Elle se scinda en plusieurs branches à la fin du XVIe siècle avec Barthélémy Joly, greffier des États de Bourgogne en 1580, qui eut (au moins ) 4 fils :
- Zacharie, maître en la chambre des Comptes de Dijon, tige des Joly de la Grange (magistrats en Bourgogne) ;

- François, chef du conseil du cardinal de Richelieu, tige des Joly de Fleury qui s’installèrent à Paris au début du XVIIe siècle ;
- Edme, auteur d'un rameau bientôt éteint ;
- Antoine Joly de Blaisy, auteur des barons puis marquis de Blaisy (en 1695).

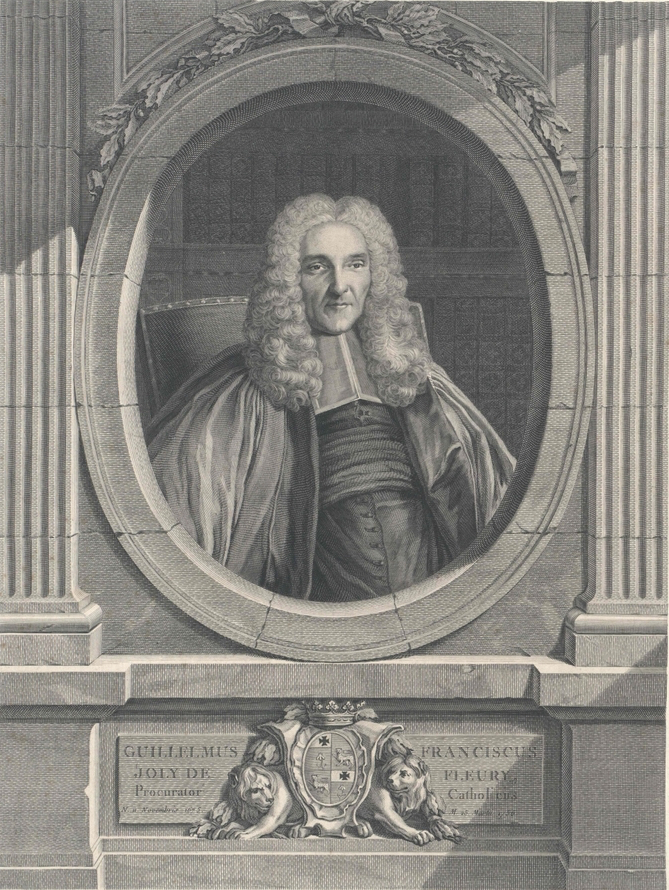
Guillaume Joly de Fleury

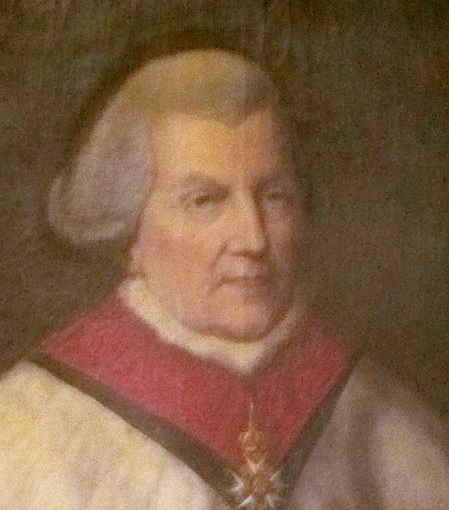
Omer Joly de Fleury

Le toponyme Fleury vient de la terre de Fleury sur la commune actuelle de Fleury-Mérogis (actuel département de l'Essonne), acquise par François Joly en 1602 et où Guillaume-François Joly de Fleury fit construire un château au début du XVIIIe siècle.

## Personnalités
- François Joly, chef du conseil du cardinal de Richelieu, avocat au Parlement de Paris.
- Jean Joly de Fleury (1606-1649), oncle d'Armand Jean Le Bouthillier de Rancé, Conseiller au Grand Conseil et procureur général de Louis de Valois, marié à Charlotte Bourlon (1615-1667) en 1634.
- Jean-François Joly de Fleury (1635-1702), avocat général au parlement de Metz en 1660, de Paris en 1664, conseiller-clerc à la Grand'chambre du parlement de Paris, marié en 1664 à Madeleine Talon (1644-1684), fille d’Omer Talon (1595-1652), célèbre avocat général du Parlement de Paris, dont 2 fils[1].
- A) Omer, avocat général, conseiller d'État (+ 1704), dont Jean Omer Joly de Fleury (1700-1756), abbé d'Aumale, qui fut un bibliophile renommé.
- B) Guillaume-François Joly de Fleury (1675-1756), seigneur de la Mousse, Brienne, La Valette et Grigny, avocat général à la Cour des aides (1700-1705) puis procureur général au Parlement de Paris (1705-1746).
- Joseph Omer Joly de Fleury (1715-1810), fils de Guillaume-François, fut avocat général au Grand Conseil (1737-1746) puis au Parlement de Paris (à partir de 1746) et enfin président à mortier. Adversaire acharné des philosophes, contre lesquels il obtint l’interdiction de l’Encyclopédie et du Poème sur la loi naturelle en février 1759, l’interdiction de l’inoculation variolique en juin 1763, « Omer » a été rendu célèbre par les plaisanteries dont Voltaire l’a accablé : Voltaire l’appela le « petit singe à face de Thersite » (Pantaodai à Mlle Clairon, 1761), puis « maître Omer », et disait de lui qu’il n’était « ni Homère, ni joli, ni fleuri ». Omer Joly de Fleury prononça un réquisitoire contre le Dictionnaire philosophique  en mars 1765.
- Omer Louis François Joly de Fleury (1743-1784), fils de Joseph-Omer, qui fut l'amant de Jeanne Louise Catherine Voidet, baronne d'Estat.
- Armand Guillaume Marie Joly de Fleury (1746-1823), fils de Joseph Omer, dernier procureur général du Parlement de Paris après son oncle Guillaume-François-Louis Joly de Fleury (1710-1787), comte de l'Empire.
- Guillaume-François-Louis Joly de Fleury (1710-1787), fils aîné de Guillaume-François, procureur-général en survivance de son père en 1746 jusqu'à sa mort (interrompu par la période Maupeou). Adversaire de l'archevêque Christophe de Beaumont - et du roi - dans l'affaire de l'Hôpital général (1749).
- Jean-François Joly de Fleury (1718-1802), fils de Guillaume-François, fut intendant de Dijon (1749-1761), greffier de l'Ordre du Saint-Esprit du 15 au 16 septembre 1774, administrateur général des finances (équivalent de contrôleur général des finances) (1781-1783).

## Armoiries, cri, devise
La famille porte « d'azur au lys naturel d'argent, au chef d'or chargé d'une croix pattée de sable ».

## Sources
- Les papiers personnels de la famille Joly de Fleury sont conservés aux Archives nationales sous la cote 342AP[2].